# Hideaway
Hideaway (Refúgio em português) é o primeiro single da cantora canadense Kiesza, do álbum Sound of a Woman, lançado em abril de 2014, e é um sucesso comercial, atingindo o 1º lugar na parada UK Singles chart e no Top 10 em vários outros países europeus.

## Formatos e faixas
| - UK CD promo single 1. "Hideaway" – 4:11 2. "No Enemiesz" – 3:16 3. "What Is Love" – 3:08 4. "Hideaway" (Gorgon City Remix) – 5:11 - German CD single 1. "Hideaway" – 4:11 2. "Hideaway" (Extended) – 5:16 | - US/Australian extended play 1. "Hideaway" - 4:11 2. "Giant in My Heart" - 4:29 3. "So Deep" - 4:28 4. "What is Love" - 3:07 - US extended play Target edition 1. "Hideaway" - 4:14 2. "Giant in My Heart" - 4:31 3. "So Deep" - 4:30 4. "What is Love" - 3:08 5. "Hideaway" (Gorgon City remix) - 5:11 | - Digital download 1. "Hideaway" – 4:11 - Digital download – promo 1. "Hideaway" – 4:11 2. "Hideaway" (Gorgon City Remix) – 5:11 3. "Hideaway" (Zac Samuels Remix) – 3:57 - Bixel Boys Remix 1. "Hideaway" (Bixel Boys Remix) – 5:03 - Intrigued (Dubstep) Remix 1. "Hideaway" (Intrigued Remix) – 4:13 |

## Desempenho nas paradas
| Chart (2014)                                         | Peak position |
| ---------------------------------------------------- | ------------- |
| Austrália (ARIA)                                     | 25            |
| Áustria (Ö3 Austria Top 75)                          | 29            |
| Bélgica (Ultratop 50 de Flandres)                    | 1             |
| Bélgica (Ultratop 50 da Valônia)                     | 3             |
| Canadá (Canadian Hot 100)                            | 5             |
| Canadá (Billboard CHR/Top 40)                        | 8             |
| Canadá (Billboard Hot AC)                            | 5             |
| República Checa (Rádio Top 100)                      | 39            |
| Dinamarca (Hitlisten)                                | 2             |
| Europa (Billboard Euro Digital Song Sales)           | 1             |
| França (SNEP)                                        | 24            |
| O campo songid é OBRIGATÓRIO PARA PARADA ALEMÃ       | 5             |
| (Billboard Greece Digital Songs)                     | 10            |
| Hungria (Rádiós Top 40)                              | 31            |
| Hungria (Single Top 40)                              | 7             |
| Irlanda (IRMA)                                       | 11            |
| (FIMI)                                               | 1             |
| Luxemburgo (Billboard Luxembourg Digital Song Sales) | 6             |
| Países Baixos (Dutch Top 40)                         | 1             |
| Polónia (Polish Airplay Top 100)                     | 12            |
| Polónia (Dance Top 50)                               | 8             |
| Escócia (Scottish Singles Chart)                     | 1             |
| Eslováquia (Rádio Top 100)                           | 39            |
| Suíça (Schweizer Hitparade)                          | 5             |
| Reino Unido (UK Singles Chart)                       | 1             |
| Reino Unido (UK Dance Chart)                         | 1             |
| Estados Unidos (Billboard Hot 100)                   | 51            |
| Estados Unidos (Billboard Dance/Electronic Songs)    | 7             |
| US Dance/Mix Show Airplay (Billboard)                | 3             |
| Estados Unidos (Billboard Dance Club Songs)          | 5             |
| Estados Unidos (Billboard Mainstream Top 40)         | 17            |
| Estados Unidos (Billboard Rhythmic)                  | 36            |